# Bourreria motaguensis
Bourreria motaguensis är en strävbladig växtart som beskrevs av Veliz, G.Campos och J.S.Mill. Bourreria motaguensis ingår i släktet Bourreria och familjen strävbladiga växter. Inga underarter finns listade i Catalogue of Life.